# Bryophilina blandula
Bryophilina blandula är en fjärilsart som beskrevs av Otto Staudinger 1892. Bryophilina blandula ingår i släktet Bryophilina och familjen nattflyn. Inga underarter finns listade i Catalogue of Life.